# 19-й меридіан західної довготи
19-й меридіан західної довготи — лінія довготи, що лежить на 19 градусів західніше Гринвіцького меридіана. Вона проходить від Північного полюса через Північний Льодовитий океан, Гренландію, Ісландію, Атлантичний океан, Південний океан та Антарктиду до Південного полюса.
19-й меридіан західної довготи формує велике коло разом із 161-шим меридіаном східної довготи.

## Список географічних об'єктів, що перетинає 19° зх. д.
Починаючи на Північному полюсі та рухаючись до Південного полюса, 19-й меридіан західної довготи проходить через:
| Координати                                                 | Країна, територія або море | Примітки                                                                            |
| ---------------------------------------------------------- | -------------------------- | ----------------------------------------------------------------------------------- |
| 90°0′ пн. ш. 19°0′ зх. д. / 90.000° пн. ш. 19.000° зх. д.  | Північний Льодовитий океан |                                                                                     |
| 82°1′ пн. ш. 19°0′ зх. д. / 82.017° пн. ш. 19.000° зх. д.  | Гренландія                 | Проходить через острови Гренландія, Принцеси Тіри[en], Сторе-Коллевей[en] та Шеннон |
| 74°28′ пн. ш. 19°0′ зх. д. / 74.467° пн. ш. 19.000° зх. д. | Атлантичний океан          | Гренландське море                                                                   |
| 66°11′ пн. ш. 19°0′ зх. д. / 66.183° пн. ш. 19.000° зх. д. | Ісландія                   |                                                                                     |
| 63°25′ пн. ш. 19°0′ зх. д. / 63.417° пн. ш. 19.000° зх. д. | Атлантичний океан          |                                                                                     |
| 60°0′ пд. ш. 19°0′ зх. д. / 60.000° пд. ш. 19.000° зх. д.  | Південний океан            |                                                                                     |
| 72°38′ пд. ш. 19°0′ зх. д. / 72.633° пд. ш. 19.000° зх. д. | Антарктида                 | Проходить через Землю Королеви Мод (претендує Норвегія)                             |